# Stazione di Selchow
La stazione di Selchow era una stazione ferroviaria posta sulla linea Neukölln-Mittenwalde; serviva il centro abitato di Selchow.